# Henry Cass
Henry Cass (Londra, 24 giugno 1902 – 1989) è stato un regista britannico.

## Filmografia parziale
- Lancashire Luck (1937)
- 29 Acacia Avenue (1945)
- La montagna di cristallo (The Glass Mountain) (1949)
- No Place for Jennifer (1950)
- Last Holiday (1950)
- Racconti di giovani mogli (Young Wives' Tale) (1951)
- Castle in the Air (1952)
- Father's Doing Fine (1952)
- Reluctant Bride (1955)
- No Smoking (1955)
- Windfall (1955)
- Bond of Fear
- Breakaway (1956)
- High Terrace (1956)
- Il sangue del vampiro (Blood of the Vampire) (1958)
- Man Who Couldn't Walk (1965)
- The Hand (1960)
- Boyd's Shop (1960)
- Mr. Brown Comes Down the Hill (1965)
- Give a Dog a Bone (1965)
- Happy Deathday (1968)